# Acmaeoderoides rufescens
Acmaeoderoides rufescens är en skalbaggsart som beskrevs av Nelson 1968. Acmaeoderoides rufescens ingår i släktet Acmaeoderoides och familjen praktbaggar. Inga underarter finns listade i Catalogue of Life.